# NGC 6296
NGC 6296 ist eine 13,5 mag helle Balkenspiralgalaxie vom Hubble-Typ SBbc im Sternbild Schlangenträger am Nordsternhimmel; die schätzungsweise 305 Millionen Lichtjahre von der Milchstraße entfernt ist.
Das Objekt wurde am 17. Juni 1863 von Albert Marth entdeckt.